# Бурунов, Караджа
Караджа Бурунов (туркм. Garaja Burunow, 2 августа 1898, Аманша-Капан, Российская империя — 23 марта 1965, Ашхабад, Туркменская ССР, СССР) — советский и туркменский писатель, поэт, переводчик и сценарист.

## Биография
Родился 2 августа 1898 года в Аманше-Капане. Учился в медресе, затем в русско-туземской школе в Теджене. После окончания средней школы переехал в Ленинград и в 1925 году поступил на восточный факультет ЛГУ, который он окончил в 1930 году. Будучи студентом ЛГУ, с 1925 года начал заниматься литературным творчеством. После окончания ЛГУ переехал обратно и вступил в штат Туркменского театра, где он заведовал литературной частью. Написал ряд рассказов, стихотворений, занимался переводами зарубежных произведений на туркменский язык. Написал сценарий к фильму Шахсенем и Гариб.
Скончался 23 марта 1965 года в Ашхабаде.

## Награды
- Орден Ленина (28 октября 1955 года) — за выдающиеся заслуги в развитии туркменской литературы и искусства и в связи с декадой туркменской литературы и искусства в гор. Москве[1].